# Morti il 31 maggio
| Questa pagina contiene informazioni ricavate automaticamente dalle voci biografiche con l'ausilio del template Bio e di un bot. L'aggiornamento è periodico e automatico e ricostruisce completamente la pagina. Se manca una persona in questa lista, sei pregato di non aggiungerla, ma accertati piuttosto che la sua voce biografica contenga il template Bio e che i dati anagrafici siano correttamente compilati. Se il template Bio manca, inseriscilo tu stesso o, in alternativa, metti l'avviso {{tmp\|Bio}} che ne segnala la mancanza. Se i dati riportati sono sbagliati, correggi direttamente la voce biografica; le modifiche saranno visibili in questa lista entro pochi giorni. Per chiarimenti vedi il progetto biografie. La lista contiene solo le 464 persone che sono citate nell'enciclopedia e per le quali è stato implementato correttamente il template Bio. Pagina aggiornata al 13 lug 2025. |

## V secolo(1)
- 455 - Petronio Massimo, imperatore romano

## X secolo(1)
- 937 - Ildeberto di Magonza, arcivescovo franco

## XI secolo(1)
- 1076 - Waltheof II di Northumbria, nobile inglese (n. 1050)

## XII secolo(1)
- 1162 - Géza II d'Ungheria, re ungherese (n. 1130)

## XIV secolo(4)
- 1314 - Giacomo Salomoni, presbitero italiano (n. 1231)
- 1321 - Birger di Svezia, re svedese (n. 1280)
- 1329 - Albertino Mussato, politico, letterato e drammaturgo italiano (n. 1261)
- 1370 - Vitale d'Assisi, monaco cristiano italiano (n. 1295)

## XV secolo(5)
- 1408 - Angelo Acciaiuoli, cardinale e vescovo cattolico italiano (n. 1340)
- 1408 - Ashikaga Yoshimitsu, militare giapponese (n. 1358)
- 1410 - Martino I d'Aragona, re (n. 1356)
- 1488 - Galeotto Manfredi, condottiero italiano (n. 1440)
- 1495 - Cecily Neville, nobildonna inglese (n. 1415)

## XVI secolo(15)
- 1512 - Giovanni Cristoforo Romano, scultore e medaglista italiano (n. 1456)
- 1524 - Camilla Battista da Varano, religiosa, mistica e umanista italiana (n. 1458)
- 1533 - Ambrosius Ehinger, tedesco
- 1536 - Carlo I di Münsterberg-Oels, nobile boemo (n. 1476)
- 1545 - Agnes Tylney, nobile britannica
- 1546 - Nanni Unghero, intagliatore e architetto italiano (n. 1480)
- 1551 - Bastiano da Sangallo, architetto, scenografo e pittore italiano (n. 1481)
- 1554 - Marcantonio Trevisan, doge (n. 1475)
- 1557 - Juan Martínez Silíceo, cardinale, arcivescovo cattolico e matematico spagnolo (n. 1486)
- 1577 - García Álvarez de Toledo y Osorio, militare, politico e nobile spagnolo (n. 1514)
- 1580 - Dorotea di Danimarca, danese (n. 1520)
- 1586 - Antonio Agustín, giurista, teologo e storico spagnolo (n. 1517)
- 1586 - Giovan Giacomo Paleari Fratino, ingegnere italiano (n. 1520)
- 1594 - Francesco Panigarola, vescovo cattolico e predicatore italiano (n. 1548)
- 1594 - Tintoretto, pittore italiano (n. 1518)

## XVII secolo(14)
- 1605 - Paolo Emilio Zacchia, cardinale italiano (n. 1554)
- 1618 - Paolo Lembo, gesuita, astronomo e matematico italiano (n. 1570)
- 1621 - Kaspar Uttenhofer, matematico e astronomo tedesco (n. 1588)
- 1628 - Giulio Cesare Vachero, politico e avventuriero italiano (n. 1586)
- 1640 - Zeynab Begum, principessa persiana
- 1647 - Carlo Federico I di Münsterberg-Oels, nobile boemo (n. 1593)
- 1664 - Celestino Bruno, vescovo cattolico e teologo italiano
- 1665 - Pieter Jansz Saenredam, pittore olandese (n. 1597)
- 1670 - Josceline Percy, XI conte di Northumberland, conte britannico (n. 1644)
- 1679 - Pietro Negri, pittore italiano (n. 1628)
- 1680 - Joachim Neander, compositore e insegnante tedesco (n. 1650)
- 1686 - Nicolas Barré, religioso francese (n. 1621)
- 1692 - Michele Foscarini, storico italiano (n. 1632)
- 1700 - Agostino Scilla, pittore, scienziato e paleontologo italiano (n. 1629)

## XVIII secolo(12)
- 1725 - Erik Sjöblad, ammiraglio svedese (n. 1647)
- 1727 - Carlo di Holstein-Gottorp, principe tedesco (n. 1706)
- 1729 - Gregorio Sellari, cardinale e teologo italiano (n. 1654)
- 1738 - Giovanni Battista Cotta, presbitero e scrittore italiano (n. 1668)
- 1740 - Federico Guglielmo I di Prussia, re (n. 1688)
- 1747 - Andrej Ivanovič Osterman, politico tedesco (n. 1686)
- 1755 - Jean-Louis Lemoyne, scultore francese (n. 1665)
- 1769 - Francesco Fontebasso, pittore italiano (n. 1707)
- 1787 - Felice di Nicosia, francescano italiano (n. 1715)
- 1791 - Emanuel Mendez da Costa, botanico, naturalista e filosofo inglese (n. 1717)
- 1800 - Michał Ogiński, politico, generale e compositore polacco (n. 1730)
- 1800 - Sofia Federica di Thurn und Taxis, nobildonna tedesca (n. 1758)

## XIX secolo(55)
- 1801 - Gian Antonio Turinetti di Priero, nobile italiano (n. 1762)
- 1806 - George Macartney, politico e diplomatico britannico (n. 1737)
- 1806 - Michael von Melas, generale austriaco (n. 1729)
- 1808 - Matteo Marzi, fantino italiano (n. 1772)
- 1809 - Franz Joseph Haydn, compositore austriaco (n. 1732)
- 1809 - Jean Lannes, generale francese (n. 1769)
- 1809 - Ferdinand von Schill, ufficiale prussiano (n. 1776)
- 1810 - William Martin, paleontologo e naturalista inglese (n. 1767)
- 1813 - Henrietta Thynne, nobildonna inglese (n. 1762)
- 1825 - Giuseppe Chiarini, fantino italiano (n. 1775)
- 1827 - Pierre-Louis Prieur, politico, avvocato e rivoluzionario francese (n. 1756)
- 1831 - Samuel Bentham, ingegnere inglese (n. 1757)
- 1832 - Évariste Galois, matematico francese (n. 1811)
- 1832 - Carl Constantin Christian Haberle, botanico, meteorologo e farmacologo austriaco (n. 1764)
- 1834 - Khalifa bin Salman bin Ahmed Al Khalifa, sovrano bahreinita (n. 1795)
- 1837 - Joseph Grimaldi, attore teatrale e danzatore britannico (n. 1778)
- 1837 - Nicolas-André Monsiau, pittore francese (n. 1754)
- 1841 - George Green, matematico e fisico britannico (n. 1793)
- 1846 - Philipp Konrad Marheineke, teologo e pastore protestante tedesco (n. 1780)
- 1847 - Thomas Chalmers, economista e religioso scozzese (n. 1780)
- 1847 - Abbasqulu ağa Bakıxanov, poeta, scrittore e traduttore azero (n. 1794)
- 1848 - Eugénie de Guérin, scrittrice francese (n. 1805)
- 1851 - Marianne Müller, soprano e attrice teatrale tedesca (n. 1772)
- 1853 - Massimiliano Angelelli, scrittore italiano (n. 1775)
- 1855 - Karl Kirchner, pedagogista e latinista tedesco (n. 1787)
- 1856 - John Milton Niles, politico statunitense (n. 1787)
- 1860 - Luigi Martignoni, patriota e militare italiano (n. 1827)
- 1860 - William à Court, I barone Heytesbury, diplomatico e politico britannico (n. 1779)
- 1863 - Giuseppe Maria de Gerbaix, generale italiano (n. 1784)
- 1864 - Pier Angelo Fiorentino, drammaturgo, giornalista e poeta italiano (n. 1811)
- 1864 - Amadio Zangari, vescovo cattolico italiano (n. 1806)
- 1866 - Alfred Dalton, generale francese (n. 1815)
- 1866 - Mariano da Roccacasale, religioso italiano (n. 1778)
- 1867 - Théophile-Jules Pelouze, chimico francese (n. 1807)
- 1868 - Gaetano Benedini, medico e militare italiano (n. 1830)
- 1869 - Maddalena Montalban Comello, patriota italiana (n. 1820)
- 1870 - Vasilij Evgrafovič Samarskij-Bychovec, ingegnere russo (n. 1803)
- 1871 - René Edouard Claparède, zoologo svizzero (n. 1832)
- 1872 - Luigi Masi, militare, patriota e politico italiano (n. 1814)
- 1873 - Gian Giacomo Galletti, politico e filantropo italiano (n. 1798)
- 1875 - Eliphas Lévi, esoterista francese (n. 1810)
- 1876 - Bonifaz von Haneberg, vescovo cattolico tedesco (n. 1816)
- 1877 - Nikolaj Platonovič Ogarëv, poeta e politico russo (n. 1813)
- 1879 - Johann von Schraudolph, pittore tedesco (n. 1808)
- 1880 - Hippolyte Mège-Mouriès, chimico e inventore francese (n. 1817)
- 1880 - Sunandha Kumariratana del Siam, regina thailandese (n. 1860)
- 1882 - Adolphe Hercule de Graslin, entomologo francese (n. 1802)
- 1884 - Luigi Busi, pittore italiano (n. 1837)
- 1886 - Italia Donati, insegnante italiana (n. 1863)
- 1889 - Charles Lanyon, architetto britannico (n. 1813)
- 1892 - Ettore Tommaso Fantoni, pittore italiano (n. 1822)
- 1892 - Theodor Meynert, medico tedesco (n. 1833)
- 1899 - Elisha Baxter, politico e giudice statunitense (n. 1827)
- 1899 - Christian Zeller, matematico tedesco (n. 1822)
- 1900 - Corrado Tommasi Crudeli, medico e politico italiano (n. 1834)

## XX secolo(248)
- 1901 - Ernest de Sarzec, archeologo e diplomatico francese (n. 1832)
- 1904 - Alberto Blanc, diplomatico e politico italiano (n. 1835)
- 1904 - Eduard Majsch, pittore austriaco (n. 1841)
- 1907 - Jean-Baptiste Billot, militare e politico francese (n. 1828)
- 1907 - Jan Dobruský, compositore di scacchi boemo (n. 1853)
- 1907 - Moritz Litten, medico tedesco (n. 1845)
- 1907 - Manfredo Manfredini, pittore e letterato italiano (n. 1881)
- 1907 - Francesco Siacci, matematico e politico italiano (n. 1839)
- 1908 - Jimmy Crabtree, calciatore inglese (n. 1871)
- 1908 - John Evans, archeologo, numismatico e geologo britannico (n. 1823)
- 1908 - Louis Fréchette, poeta, scrittore e politico canadese (n. 1839)
- 1910 - Elizabeth Blackwell, medico britannico (n. 1821)
- 1912 - Wilhelm Blasius, ornitologo tedesco (n. 1845)
- 1913 - Edward Fisher, organista e direttore d'orchestra canadese (n. 1848)
- 1913 - Arturo Graf, poeta, aforista e critico letterario italiano (n. 1848)
- 1913 - Antonino Leto, pittore italiano (n. 1844)
- 1914 - Angelo Moriondo, inventore e imprenditore italiano (n. 1851)
- 1915 - Victor Child Villiers, VII conte di Jersey, nobile e politico inglese (n. 1845)
- 1916 - Robert Keith Arbuthnot, ammiraglio britannico (n. 1864)
- 1916 - Stanley Venn Ellis, militare e marinaio britannico (n. 1875)
- 1916 - Louis-Marie Faudacq, artista francese (n. 1840)
- 1916 - Francis Harvey, militare britannico (n. 1873)
- 1916 - Horace Hood, ammiraglio britannico (n. 1870)
- 1916 - Egisto Lancerotto, pittore italiano (n. 1847)
- 1916 - Nicola Nisco, militare italiano (n. 1896)
- 1916 - Harry Pennell, militare e esploratore britannico (n. 1882)
- 1916 - Cecil Irby Prowse, militare britannico (n. 1866)
- 1916 - Charles Fitzgerald Sowerby, militare britannico (n. 1866)
- 1918 - Alexander Mitscherlich, chimico tedesco (n. 1836)
- 1918 - Benedetto Scillamà, politico e magistrato italiano (n. 1845)
- 1918 - Helene von Druskowitz, filosofa, scrittrice e critica musicale austriaca (n. 1856)
- 1920 - Nasrullah Khan, emiro afghano (n. 1874)
- 1920 - Gaetano Sbodio, attore teatrale e drammaturgo italiano (n. 1844)
- 1922 - Rutland Barrington, attore, cantante e baritono britannico (n. 1853)
- 1923 - Walther Kadow, insegnante tedesco (n. 1860)
- 1925 - Albert Mosse, giurista tedesco (n. 1846)
- 1926 - Luigi Robecchi Bricchetti, geografo e esploratore italiano (n. 1855)
- 1927 - Giuseppe Campanari, baritono e violoncellista italiano (n. 1855)
- 1927 - Vincenzo Cerulli, astronomo e matematico italiano (n. 1859)
- 1927 - Fenia Chertkoff, educatrice, attivista e sindacalista russa (n. 1869)
- 1928 - Viktor Balck, generale e dirigente sportivo svedese (n. 1844)
- 1929 - Nils Berntsen, calciatore norvegese (n. 1901)
- 1930 - Henryk Johan Bull, navigatore, imprenditore e esploratore norvegese (n. 1844)
- 1931 - Eugène Cosserat, matematico e astronomo francese (n. 1866)
- 1931 - Eberhard Limbrock, presbitero e missionario tedesco (n. 1859)
- 1931 - Felix-Raymond-Marie Rouleau, cardinale e arcivescovo cattolico canadese (n. 1866)
- 1931 - Sigurd Savonius, ingegnere finlandese (n. 1884)
- 1931 - Willy Stöwer, artista e illustratore tedesco (n. 1864)
- 1932 - Emanuel Nobel, imprenditore svedese (n. 1859)
- 1932 - Augusto Vanzo, generale e politico italiano (n. 1861)
- 1934 - Cecil Edward Bingham, generale irlandese (n. 1861)
- 1934 - Lew Cody, attore statunitense (n. 1884)
- 1934 - Pietro Mazzone, cantante e chitarrista italiano (n. 1868)
- 1935 - Bernhard Britz, ciclista su strada svedese (n. 1906)
- 1935 - Domenico Raucci, pittore italiano (n. 1872)
- 1937 - Jan Borisovič Gamarnik, generale e politico sovietico (n. 1894)
- 1937 - Sylvester Zefferino Poli, artigiano, impresario teatrale e imprenditore italiano (n. 1858)
- 1937 - Nikolaj Aleksandrovič Uglanov, rivoluzionario e politico russo (n. 1886)
- 1938 - Hale Asaf, pittrice turca (n. 1905)
- 1938 - Max Blecher, scrittore e poeta rumeno (n. 1909)
- 1938 - John Furla, maratoneta statunitense (n. 1870)
- 1938 - Gastone Picchini, militare e aviatore italiano (n. 1916)
- 1940 - Michel Boucheron, rugbista a 15 e allenatore di rugby a 15 francese (n. 1903)
- 1941 - Rodolfo Amoedo, pittore brasiliano (n. 1857)
- 1941 - Francis Meadow Sutcliffe, fotografo britannico (n. 1853)
- 1941 - Massimo Rinaldi, vescovo cattolico e missionario italiano (n. 1869)
- 1942 - Charles Charlemont, artista marziale francese (n. 1862)
- 1942 - Leslie Thomas Manser, militare e aviatore britannico (n. 1922)
- 1943 - Henri Baaij, calciatore olandese (n. 1900)
- 1943 - Giorgio di Baviera, presbitero tedesco (n. 1880)
- 1944 - Mario Celio, partigiano italiano (n. 1921)
- 1944 - Amelia Chellini, attrice italiana (n. 1880)
- 1944 - Alberto Doria, sceneggiatore e regista italiano (n. 1901)
- 1944 - Alfonso Guadagni, militare e agente segreto italiano (n. 1925)
- 1945 - Otello Gaggi, operaio e antifascista italiano (n. 1896)
- 1945 - Odilo Globočnik, generale e politico austriaco (n. 1904)
- 1945 - Oskar Heinroth, biologo tedesco (n. 1871)
- 1945 - Gustav-Adolf von Nostitz-Wallwitz, generale tedesco (n. 1898)
- 1945 - Leonid Osipovič Pasternak, pittore russo (n. 1862)
- 1945 - Friedrich Sarre, archeologo, orientalista e storico dell'arte tedesco (n. 1865)
- 1946 - Joseph Martinez, ginnasta francese (n. 1878)
- 1946 - Erich Raschick, generale tedesco (n. 1882)
- 1947 - Adrienne Ames, attrice statunitense (n. 1903)
- 1947 - Federico Baistrocchi, generale e politico italiano (n. 1871)
- 1947 - Henri Casadesus, violista e compositore francese (n. 1879)
- 1947 - Peter Dolfen, tiratore a segno statunitense (n. 1880)
- 1948 - Giovanni Brusasca, politico italiano (n. 1872)
- 1948 - Gustave Koeckert, violinista e docente tedesco (n. 1860)
- 1949 - Fernando de los Ríos, politico spagnolo (n. 1879)
- 1949 - Maria Scarpetta, commediografa e scrittrice italiana (n. 1891)
- 1950 - George Webber, mezzofondista britannico (n. 1895)
- 1951 - Dennis Dougherty, cardinale e arcivescovo cattolico statunitense (n. 1865)
- 1951 - Mario Palandri, calciatore italiano (n. 1904)
- 1952 - Stefano Jacini, politico e storico italiano (n. 1886)
- 1953 - Otto Ackermann, pittore tedesco (n. 1872)
- 1953 - Richard Rosson, regista e attore statunitense (n. 1893)
- 1953 - Vladimir Evgrafovič Tatlin, architetto, pittore e scultore russo (n. 1885)
- 1954 - Guglielmo Barnabò, attore italiano (n. 1888)
- 1954 - Pedro Elías Gutiérrez, compositore venezuelano (n. 1870)
- 1955 - Louis Campagna, mafioso statunitense (n. 1900)
- 1955 - Jacob Clay, fisico olandese (n. 1882)
- 1955 - Raoul Gunsbourg, direttore teatrale, impresario teatrale e compositore rumeno (n. 1860)
- 1955 - Jack Hacking, allenatore di calcio e calciatore inglese (n. 1897)
- 1955 - Trinh Minh Thé, militare vietnamita (n. 1922)
- 1956 - Diedrich Hermann Westermann, missionario, linguista e africanista tedesco (n. 1875)
- 1957 - Johnny Kilbane, pugile statunitense (n. 1889)
- 1957 - Leopold Staff, poeta e filosofo polacco (n. 1878)
- 1958 - Herbert Heyes, attore statunitense (n. 1889)
- 1959 - Enrico Malerba, calciatore italiano (n. 1893)
- 1959 - Aldo Molinari, regista, giornalista e impresario teatrale italiano (n. 1885)
- 1959 - Ede Zathureczky, violinista e musicologo ungherese (n. 1903)
- 1960 - Walther Funk, politico tedesco (n. 1890)
- 1960 - Georg Johnsson, ciclista su strada svedese (n. 1902)
- 1961 - Michael Barne, militare e esploratore britannico (n. 1877)
- 1961 - Josef Knubel, alpinista svizzera (n. 1881)
- 1961 - Octave Meynier, ufficiale francese (n. 1874)
- 1962 - Ercole Bodini, calciatore e allenatore di calcio italiano (n. 1904)
- 1962 - Carl Axel Pettersson, giocatore di curling svedese (n. 1874)
- 1963 - Tarzan di Magnesia, ambientalista turco (n. 1899)
- 1963 - Edith Hamilton, scrittrice statunitense (n. 1867)
- 1963 - Albert Johnson, martellista e pesista statunitense (n. 1880)
- 1964 - Guido Gualandi, partigiano italiano (n. 1908)
- 1964 - Enno Walther Huth, imprenditore tedesco (n. 1875)
- 1964 - Sergio Viotto, alpinista italiano (n. 1928)
- 1966 - Dorothy Kelly, attrice statunitense (n. 1894)
- 1967 - Billy Strayhorn, arrangiatore, compositore e pianista statunitense (n. 1915)
- 1968 - Abel Bonnard, poeta, romanziere e saggista francese (n. 1883)
- 1968 - Mario Castoldi, ingegnere italiano (n. 1888)
- 1968 - Nicola Giunta, scrittore italiano (n. 1895)
- 1969 - Jan van Alphen, chimico olandese (n. 1900)
- 1969 - Irene Brin, giornalista, scrittrice e gallerista italiana (n. 1911)
- 1969 - Silvestre Igoa, calciatore spagnolo (n. 1920)
- 1969 - Hilde Körber, attrice austriaca (n. 1906)
- 1969 - Alfred Lanctôt, missionario e vescovo cattolico canadese (n. 1912)
- 1969 - Jozua François Naudé, politico sudafricano (n. 1889)
- 1970 - Heros Cuzari, avvocato e politico italiano (n. 1919)
- 1970 - Manuel Ortiz, pugile statunitense (n. 1916)
- 1970 - Terry Sawchuk, hockeista su ghiaccio canadese (n. 1929)
- 1970 - Clare Consuelo Sheridan, scultrice, scrittrice e giornalista inglese (n. 1885)
- 1971 - Massimo Campigli, pittore italiano (n. 1895)
- 1971 - Leo Mogus, cestista statunitense (n. 1921)
- 1972 - Walter Jackson Freeman II, medico e neurologo statunitense (n. 1895)
- 1972 - Verenin Grazia, sindacalista, partigiano e politico italiano (n. 1898)
- 1973 - Armand Abel, islamista belga (n. 1903)
- 1973 - Luigi Erminio D'Olivo, attore italiano (n. 1900)
- 1973 - Gigi Pisano, paroliere, comico e attore italiano (n. 1889)
- 1974 - Harry Primrose, VI conte di Rosebery, politico britannico (n. 1882)
- 1974 - Gabriel Scognamillo, scenografo italiano (n. 1906)
- 1974 - Thomas Bertram Lonsdale Webster, grecista britannico (n. 1905)
- 1975 - Eric Lenneberg, linguista, neurologo e psicologo tedesco (n. 1921)
- 1975 - Enrico Torre, velocista, lunghista e multiplista italiano (n. 1901)
- 1975 - Mito Umeta, supercentenaria giapponese (n. 1863)
- 1976 - Rachel Auerbach, scrittrice, giornalista e storica polacca (n. 1903)
- 1976 - Elmer George, pilota automobilistico statunitense (n. 1928)
- 1976 - Jacques Monod, biologo e filosofo francese (n. 1910)
- 1976 - Luigia Tincani, religiosa, pedagogista e filosofa italiana (n. 1889)
- 1977 - William Castle, regista, produttore cinematografico e attore statunitense (n. 1914)
- 1977 - Giuditta Rissone, attrice italiana (n. 1895)
- 1977 - Amilcare Rossi, politico italiano (n. 1895)
- 1978 - József Bozsik, calciatore e allenatore di calcio ungherese (n. 1925)
- 1978 - Josep Gonzalvo, allenatore di calcio e calciatore spagnolo (n. 1920)
- 1978 - Hannah Höch, artista tedesca (n. 1889)
- 1978 - Averill Abraham Liebow, medico austriaco (n. 1911)
- 1979 - Franco Colella, pittore italiano (n. 1900)
- 1980 - Sonny Burke, compositore, musicista e produttore discografico statunitense (n. 1914)
- 1980 - Juliusz Miller, calciatore polacco (n. 1895)
- 1981 - Harry Bates, scrittore di fantascienza e curatore editoriale statunitense (n. 1900)
- 1981 - Felix Loeffel, basso-baritono svizzero (n. 1892)
- 1981 - Gyula Lóránt, allenatore di calcio e calciatore ungherese (n. 1923)
- 1981 - Antoine Mattei, militare francese (n. 1917)
- 1981 - Giuseppe Pella, politico e economista italiano (n. 1902)
- 1981 - Michel Rougerie, pilota motociclistico francese (n. 1950)
- 1982 - Marinko Gjivoje, scrittore e esperantista jugoslavo (n. 1919)
- 1982 - Gino Lacquaniti, geografo, poeta e saggista italiano (n. 1901)
- 1982 - Carlo Mauri, alpinista e esploratore italiano (n. 1930)
- 1982 - Carlo Tagliavini, glottologo e linguista italiano (n. 1903)
- 1982 - Juan Antonio Zunzunegui, scrittore spagnolo (n. 1901)
- 1983 - Walter Albini, stilista italiano (n. 1941)
- 1983 - Donald Britton, ballerino britannico (n. 1929)
- 1983 - Jack Dempsey, pugile e attore statunitense (n. 1895)
- 1983 - Andrea Rizzoli, editore, imprenditore e dirigente sportivo italiano (n. 1914)
- 1984 - May Clark, attrice inglese (n. 1889)
- 1984 - Philippe Marçais, linguista, arabista e politico francese (n. 1910)
- 1985 - Angelo Azzimonti, calciatore e allenatore di calcio italiano (n. 1909)
- 1985 - Federico Regoli, fantino italiano
- 1985 - Louis Robert, storico e epigrafista francese (n. 1904)
- 1985 - Gaston Rébuffat, alpinista francese (n. 1921)
- 1985 - Marcel Vignoli, calciatore francese (n. 1898)
- 1985 - Rein de Waal, hockeista su prato olandese (n. 1904)
- 1986 - James Rainwater, fisico statunitense (n. 1917)
- 1986 - Enrico Rame, attore italiano (n. 1918)
- 1986 - Carlo Enrico Rava, architetto italiano (n. 1903)
- 1986 - Dora Russell, attivista e scrittrice britannica (n. 1894)
- 1986 - Mikuláš Šprinc, poeta, scrittore e presbitero slovacco (n. 1914)
- 1986 - Joseph Van Dam, ciclista su strada e ciclocrossista belga (n. 1901)
- 1987 - Rubens Josué da Costa, calciatore brasiliano (n. 1928)
- 1987 - Emil Görlitz, calciatore polacco (n. 1903)
- 1987 - Eliot Hodgkin, pittore britannico (n. 1905)
- 1987 - Dorothy Patrick, attrice statunitense (n. 1921)
- 1988 - Carlo Bellero, direttore della fotografia italiano (n. 1911)
- 1989 - Leland Erskin Cunningham, astronomo statunitense (n. 1904)
- 1989 - Willy Horn, canoista tedesco (n. 1909)
- 1989 - Luo Yihe, poeta e critico letterario cinese (n. 1961)
- 1990 - Clotario Blest, sindacalista cileno (n. 1899)
- 1990 - Willy Spühler, politico svizzero (n. 1902)
- 1991 - Paul Campani, animatore, fumettista e regista italiano (n. 1923)
- 1991 - Phyllis Danaher, ballerina, insegnante e coreografa australiana (n. 1908)
- 1991 - Marino Gentile, filosofo e pedagogista italiano (n. 1906)
- 1991 - Magnus Hestenes, matematico statunitense (n. 1906)
- 1991 - Hans Schwartz, calciatore tedesco (n. 1913)
- 1991 - Angus Wilson, scrittore britannico (n. 1913)
- 1992 - Roberto Gaja, diplomatico italiano (n. 1912)
- 1992 - Giuseppe Orlando, economista e politico italiano (n. 1918)
- 1992 - Renato Treves, filosofo e sociologo italiano (n. 1907)
- 1992 - José Pedro Galvão de Sousa, filosofo e giurista brasiliano (n. 1912)
- 1993 - Max Delys, attore francese (n. 1951)
- 1993 - Vinigi Lorenzo Grottanelli, etnologo italiano (n. 1912)
- 1994 - Mbaye Diagne, militare senegalese (n. 1958)
- 1994 - Sidney Gilliat, regista, sceneggiatore e produttore cinematografico britannico (n. 1908)
- 1994 - Herva Nelli, soprano italiano (n. 1909)
- 1995 - Stanley Elkin, scrittore statunitense (n. 1930)
- 1995 - Robert Lisle Lindsey, biblista statunitense (n. 1917)
- 1995 - Eros Sequi, poeta, scrittore e traduttore italiano (n. 1912)
- 1995 - Roberto Serone, calciatore italiano (n. 1925)
- 1996 - Cliff Holton, calciatore inglese (n. 1929)
- 1996 - Luciano Lama, sindacalista, politico e partigiano italiano (n. 1921)
- 1996 - Timothy Leary, scrittore, psicologo e attore statunitense (n. 1920)
- 1996 - Evelyn Lovequist, attrice e modella statunitense (n. 1931)
- 1997 - Damiano da Bozzano, religioso e missionario italiano (n. 1898)
- 1997 - José González Esplugas, nuotatore spagnolo (n. 1906)
- 1997 - Oswald Kaduk, vigile del fuoco, militare e criminale di guerra tedesco (n. 1906)
- 1997 - Giuseppe Negri, attore e conduttore televisivo italiano (n. 1936)
- 1997 - Johnny Papalia, mafioso canadese (n. 1924)
- 1997 - Poul Petersen, allenatore di calcio e calciatore danese (n. 1921)
- 1998 - Maria Luisa Fagioli, scrittrice e traduttrice italiana (n. 1922)
- 1998 - Antonio Salamone, mafioso italiano (n. 1918)
- 1998 - Stanisław Wisłocki, direttore d'orchestra polacco (n. 1921)
- 1999 - Guido Costa, ciclista e dirigente sportivo italiano (n. 1913)
- 1999 - Davor Dujmović, attore bosniaco (n. 1969)
- 1999 - Willibald Hahn, allenatore di calcio e calciatore austriaco (n. 1910)
- 1999 - Auguste Le Breton, scrittore francese (n. 1913)
- 1999 - Massimo Riva, cantautore, musicista e produttore discografico italiano (n. 1963)
- 2000 - Johnnie Taylor, cantautore statunitense (n. 1934)
- 2000 - Erich Kähler, matematico tedesco (n. 1906)
- 2000 - Petăr Mladenov, diplomatico e politico bulgaro (n. 1936)
- 2000 - Nicolaos Oikonomides, bizantinista greco (n. 1934)
- 2000 - Rodolfo Pini, calciatore uruguaiano (n. 1926)
- 2000 - Tito Puente, musicista statunitense (n. 1923)

## XXI secolo(107)
- 2001 - Faysal al-Husayni, politico palestinese (n. 1940)
- 2001 - Arlene Francis, attrice, conduttrice televisiva e conduttrice radiofonica statunitense (n. 1907)
- 2001 - Otto Hemele, calciatore cecoslovacco (n. 1926)
- 2002 - Edoardo Semenza, geologo italiano (n. 1927)
- 2003 - Nicolas Barone, ciclista su strada francese (n. 1931)
- 2003 - Francesco Colasuonno, cardinale e arcivescovo cattolico italiano (n. 1925)
- 2003 - Hal Haskins, cestista statunitense (n. 1924)
- 2004 - Robert Quine, chitarrista statunitense (n. 1942)
- 2004 - Étienne Roda-Gil, poeta francese (n. 1941)
- 2005 - Eduardo Teixeira Coelho, illustratore portoghese (n. 1919)
- 2005 - Jamie Mendoza-Nava, compositore e direttore d'orchestra boliviano (n. 1925)
- 2005 - Armando Palacios, cestista venezuelano
- 2005 - Grisélidis Réal, scrittrice svizzera (n. 1929)
- 2006 - Miguel Berrocal, scultore e artista spagnolo (n. 1933)
- 2006 - Raymond Davis Jr., chimico e fisico statunitense (n. 1914)
- 2006 - Ken McIntyre, cestista statunitense (n. 1943)
- 2006 - Flavio Pontello, imprenditore italiano (n. 1924)
- 2007 - Daniele Bertotto, compositore italiano (n. 1947)
- 2007 - Isabel de Pomés, attrice spagnola (n. 1924)
- 2007 - Emmanuel Hostache, bobbista francese (n. 1975)
- 2008 - Carlos Alhinho, allenatore di calcio e calciatore portoghese (n. 1949)
- 2008 - Joe Axelson, dirigente sportivo statunitense (n. 1927)
- 2008 - Per-Erik Larsson, fondista svedese (n. 1929)
- 2009 - Claudio Costantini, storico e attivista italiano (n. 1933)
- 2009 - Millvina Dean, inglese (n. 1912)
- 2009 - Mario Monge, calciatore salvadoregno (n. 1938)
- 2010 - Sabina Actis-Orelia, soprano italiana (n. 1920)
- 2010 - Louise Bourgeois, scultrice e artista francese (n. 1911)
- 2010 - William A. Fraker, direttore della fotografia statunitense (n. 1923)
- 2010 - Jim Gibbs, cestista statunitense (n. 1913)
- 2010 - Olli Laiho, ginnasta finlandese (n. 1943)
- 2010 - Benjamin Lees, compositore statunitense (n. 1924)
- 2010 - Donald Windham, scrittore statunitense (n. 1920)
- 2011 - Pauline Betz, tennista statunitense (n. 1919)
- 2011 - Alba Florio, poetessa italiana (n. 1910)
- 2011 - Ellenio Gallo, imprenditore e dirigente sportivo italiano (n. 1923)
- 2011 - Wolfgang Großstück, calciatore tedesco orientale (n. 1932)
- 2011 - Hans Keilson, scrittore, poeta e psicoanalista tedesco (n. 1909)
- 2011 - Andy Robustelli, giocatore di football americano statunitense (n. 1926)
- 2011 - Philip Rose, produttore teatrale, librettista e regista teatrale statunitense (n. 1921)
- 2011 - Jennifer Worth, infermiera, musicista e scrittrice britannica (n. 1935)
- 2012 - Pietro Bonetti, calciatore italiano (n. 1922)
- 2012 - Christopher Challis, direttore della fotografia britannico (n. 1919)
- 2012 - Umberto Franci, artista italiano (n. 1909)
- 2012 - Mark Midler, schermidore sovietico (n. 1931)
- 2012 - Paul Pietsch, pilota automobilistico tedesco (n. 1911)
- 2012 - Orlando Woolridge, cestista e allenatore di pallacanestro statunitense (n. 1959)
- 2013 - Jean Stapleton, attrice statunitense (n. 1923)
- 2014 - Mary Anthony, ballerina, coreografa e insegnante statunitense (n. 1916)
- 2014 - Martha Hyer, attrice statunitense (n. 1924)
- 2014 - Mary Soames, nobildonna britannica (n. 1922)
- 2015 - François Mahé, ciclista su strada francese (n. 1930)
- 2015 - Wiesław Pawluk, sollevatore polacco (n. 1956)
- 2015 - Luigi Zanzi, giurista e storico italiano (n. 1938)
- 2016 - Mohamed Abdelaziz, politico sahrāwī (n. 1947)
- 2016 - José Miguel Álvarez Pozo, cestista cubano (n. 1949)
- 2016 - Corry Brokken, cantante, conduttrice televisiva e giudice olandese (n. 1932)
- 2016 - Jim McMullan, attore statunitense (n. 1936)
- 2017 - Enrique Ávila, attore spagnolo (n. 1930)
- 2017 - Jean-Marie Benoît Balla, vescovo cattolico camerunese (n. 1959)
- 2017 - Jiří Bělohlávek, direttore d'orchestra ceco (n. 1946)
- 2017 - Renato Cattaneo, calciatore italiano (n. 1923)
- 2017 - Innocenzo Cervelli, storico italiano (n. 1942)
- 2017 - Anna Maria Gambineri, annunciatrice televisiva italiana (n. 1936)
- 2017 - Ljubomyr Huzar, cardinale ucraino (n. 1933)
- 2017 - Tino Insana, doppiatore e attore statunitense (n. 1948)
- 2017 - Fred J. Koenekamp, direttore della fotografia statunitense (n. 1922)
- 2017 - Modesto Paris, religioso italiano (n. 1957)
- 2017 - István Szondy, pentatleta e cavaliere ungherese (n. 1925)
- 2017 - Howie Triano, cestista canadese (n. 1933)
- 2018 - Ernesto Bono, ciclista su strada e pistard italiano (n. 1936)
- 2018 - Marcello Girotto, organista e compositore italiano (n. 1947)
- 2018 - Joseíto Mateo, cantante e compositore dominicano (n. 1920)
- 2018 - Olmes Neri, calciatore e allenatore di calcio italiano (n. 1932)
- 2018 - Aníbal Quijano, sociologo peruviano (n. 1928)
- 2018 - Étienne Sansonetti, calciatore francese (n. 1935)
- 2019 - Roky Erickson, cantante, compositore e chitarrista statunitense (n. 1947)
- 2019 - Marco Giovanetti, pianista italiano (n. 1960)
- 2020 - Dan van Husen, attore tedesco (n. 1945)
- 2020 - Norman Lamm, rabbino, filosofo e educatore statunitense (n. 1927)
- 2020 - Franco Mosca, chirurgo e filantropo italiano (n. 1942)
- 2020 - Daniel Nikolac, calciatore venezuelano (n. 1961)
- 2020 - Ileana Rigano, attrice italiana (n. 1947)
- 2021 - Colin Appleton, allenatore di calcio e calciatore inglese (n. 1936)
- 2021 - Peter Del Monte, regista e sceneggiatore italiano (n. 1943)
- 2021 - Arlene Golonka, attrice statunitense (n. 1936)
- 2021 - Carlo Orsi, fotografo italiano (n. 1941)
- 2021 - Lil Loaded, rapper statunitense (n. 2000)
- 2022 - Egbert Hirschfelder, canottiere tedesco (n. 1942)
- 2022 - Papy Kiembe, cestista e allenatore di pallacanestro della Repubblica Democratica del Congo
- 2022 - Ingram Marshall, compositore e docente statunitense (n. 1942)
- 2022 - Jacques N'Guea, calciatore camerunese (n. 1955)
- 2022 - Gilberto Rodríguez Orejuela, criminale colombiano (n. 1939)
- 2023 - Ama Ata Aidoo, poetessa, drammaturga e politica ghanese (n. 1942)
- 2023 - Luca Di Fulvio, scrittore, attore teatrale e drammaturgo italiano (n. 1957)
- 2023 - Jacques Rozier, regista francese (n. 1926)
- 2024 - João Justino Amaral dos Santos, calciatore brasiliano (n. 1954)
- 2024 - Miriam Di Pasquale, pianista e clavicembalista italiana (n. 1963)
- 2024 - Bruno Incagnoli, oboista italiano (n. 1935)
- 2024 - Ed Mann, percussionista, tastierista e compositore statunitense (n. 1955)
- 2024 - Ron Morris, astista statunitense (n. 1935)
- 2025 - Andrea Bulgarella, imprenditore e dirigente sportivo italiano (n. 1946)
- 2025 - William Dudley, scenografo e costumista britannico (n. 1947)
- 2025 - Stanley Fischer, economista, dirigente d'azienda e banchiere israeliano (n. 1943)
- 2025 - Mirko Locatelli, regista e produttore cinematografico italiano (n. 1974)
- 2025 - Mike McCallum, pugile giamaicano (n. 1956)
- 2025 - Ernesto Pellegrini, imprenditore e dirigente sportivo italiano (n. 1940)